# Zmarli w roku 1996
Lista osób zmarłych w 1996:

## styczeń 1996
- 2 stycznia – Siegmund Lympasik, niemiecki malarz i grafik[1]
- 7 stycznia – Károly Grósz, węgierski działacz komunistyczny, premier[2]
- 8 stycznia:
  - François Mitterrand, socjalistyczny polityk francuski, prezydent[3]
  - Olgierd Szerląg, polski artysta plastyk, malarz pejzażysta, twórca mozaik, projektant mebli, wystrojów wnętrz, neonów, odznak[4]
- 12 stycznia – Jonas Jonsson, szwedzki strzelec sportowy[5]
- 14 stycznia – Jacques Lebrun, francuski żeglarz, medalista olimpijski[6]
- 15 stycznia – Moshoeshoe II, król afrykańskiego państwa Lesotho[7]
- 17 stycznia – Aleksander Fogiel, polski aktor[8]
- 21 stycznia – Peter Stadlen, brytyjski pianista, krytyk muzyczny i pedagog[9]
- 24 stycznia – Yūki Shōji (jap. 昌治 結城), pisarz japoński[10]
- 28 stycznia – Iosif Brodski, poeta i eseista rosyjski, laureat Nagrody Nobla[11]

## luty 1996
- 2 lutego – Gene Kelly, aktor amerykański[12]
- 8 lutego – Halina Jabłońska, działaczka Młodzieży Wszechpolskiej, komendantka Narodowej Organizacji Wojskowej Kobiet, kapitan AK[13]
- 20 lutego – Tōru Takemitsu, japoński kompozytor[14]
- 28 lutego - Lew Żylcow, radziecki kontradmirał, Bohater Związku Radzieckiego[15]
- 29 lutego – Adam Smoliński, polski inżynier elektryk[16]

## marzec 1996
- 2 marca – Dariusz Fikus, polski dziennikarz[17]
- 3 marca – Marguerite Duras, francuska pisarka[18]
- 13 marca – Krzysztof Kieślowski, polski reżyser filmowy i telewizyjny[19]
- 15 marca:
  - Czesław Domin, ordynariusz koszalińsko-kołobrzeski[20]
  - Wolfgang Koeppen, niemiecki pisarz[21]
- 17 marca – René Clément, francuski reżyser[22]
- 18 marca:
  - Odiseas Elitis (gr. Οδυσσέας Ελύτης), grecki poeta[23]
  - Jacquetta Hawkes, brytyjska archeolog i pisarka[24]
- 22 marca:
  - Claude Mauriac, francuski pisarz[25]
  - Robert Overmyer, amerykański astronauta[26]
- 26 marca – Edmund Muskie, amerykański polityk polskiego pochodzenia[27]

## kwiecień 1996
- 14 kwietnia – Helena Stankiewicz, „Pani na Berżenikach”, polska działaczka społeczna, autorka wspomnień i wierszy[28]
- 15 kwietnia – Tadeusz Kirschke, ksiądz, dziennikarz, kapelan Radia Wolna Europa[29]
- 23 kwietnia – Pamela Lyndon Travers, australijska poetka i pisarka książek dla dzieci[30]
- 30 kwietnia – Marian Kowalski, polski żołnierz, działacz społeczny, numiznatyk (ur. 1921)[31]

## maj 1996
- 5 maja – Ai Qing, chiński poeta i malarz[32]
- 8 maja – Luis Miguel Dominguín, hiszpański matador[33]
- 18 maja – Czesław Bobrowski, polski ekonomista, prawnik, politolog i polityk, członek PPS i PZPR[34]
- 24 maja – Marek Rostworowski, polski historyk sztuki, profesor Uniwersytetu Jagiellońskiego[35]
- 25 maja – Jaroslav Simonides, czeski tłumacz zajmujący się literaturą polską[36]
- 29 maja – Antonín Mrkos, czeski astronom, meteorolog, polarnik, ratownik górski i taternik[37]

## czerwiec 1996
- 12 czerwca – Adam Mularczyk, polski aktor, reżyser teatralny[38]
- 15 czerwca – Ella Fitzgerald, amerykańska wokalistka jazzowa[39]
- 17 czerwca – Thomas Kuhn, amerykański fizyk, historyk i filozof nauki, twórca pojęcia paradygmatu naukowego[40]
- 18 czerwca – Rif Saitgariejew, rosyjski żużlowiec, zmarł w wyniku następstw wypadku na torze[41]
- 23 czerwca – Andreas Papandreu (gr. Ανδρέας Παπανδρέου), grecki polityk socjalistyczny, premier[42]
- 26 czerwca – Veronica Guerin, irlandzka dziennikarka[43]

## lipiec 1996
- 1 lipca – Margaux Hemingway, amerykańska aktorka[44]
- 3 lipca – Wanda Łuczycka, polska aktorka teatralna i filmowa[45]
- 9 lipca – Bogusław Kożusznik, polski lekarz, prof. medycyny, działacz polityczny i społeczny[46]
- 10 lipca:
  - Czesław Centkiewicz, polski pisarz i podróżnik[47]
  - Eno Raud, estoński pisarz[48]
- 13 lipca:
  - Loda Halama, polska tancerka i aktorka[49]
  - Stefan Mirowski, instruktor Związku Harcerstwa Polskiego, harcmistrz[50]
- 14 lipca – Kenneth Bainbridge, amerykański fizyk, który współpracował przy projekcie Manhattan[51]
- 29 lipca – Jason Thirsk, amerykański muzyk, basista i wokalista kalifornijskiego zespołu punkowego Pennywise[52]

## sierpień 1996
- 1 sierpnia:
  - Stig Hedberg, szwedzki żeglarz, olimpijczyk[53]
  - Tadeusz Reichstein, szwajcarski biochemik, laureat Nagrody Nobla w 1950 roku[54]
  - Frida Boccara, francuska piosenkarka, zwyciężczyni 14. Konkursu Piosenki Eurowizji[55]
- 4 sierpnia – Edward Turkington, amerykański urzędnik i sportowiec, medalista olimpijski[56]
- 5 sierpnia – Janusz Górnicki, polski koszykarz[57]
- 8 sierpnia – Julian Stryjkowski, polski prozaik, dramaturg i dziennikarz żydowskiego pochodzenia[58]
- 11 sierpnia – Wanga (bułg. Ванга), bułgarska niewidoma mistyczka, znachorka i jasnowidz[59]
- 12 sierpnia – Wiktor Ambarcumian, ormiański astronom[60]
- 13 sierpnia – David Tudor, amerykański kompozytor i pianista[61]
- 17 sierpnia – Witold Urbanowicz, pilot Wojska Polskiego, as myśliwski, dowódca Dywizjonu 303[62]
- 21 sierpnia – Johan Rathje, duński żeglarz, olimpijczyk[63]
- 27 sierpnia – Agnieszka Kotlarska, Miss Polski 1991[64]

## wrzesień 1996
- 13 września – Tupac Shakur, amerykańska legenda rapu[65]
- 20 września – Paul Erdős, węgierski matematyk[66]
- 22 września – Agata Budzyńska, polska poetka, kompozytorka i piosenkarka[67]
- 29 września – Shūsaku Endō (jap. 遠藤 周作), japoński pisarz[68]

## październik 1996
- 5 października – Antonina Kawecka, polska śpiewaczka[69]
- 11 października – Stanisław Tołpa, polski botanik, specjalista w dziedzinie torfów[70]
- 12 października – René Lacoste, francuski tenisista, producent odzieży sportowej[71]
- 16 października:
  - Eric Malpass, brytyjski pisarz[72]
  - Jerzy Otello, polski duchowny luterański, mazurski regionalista[73]
- 24 października:
  - Artur Axmann, niemiecki działacz nazistowski[74]

## listopad 1996
- 2 listopada:
  - Eva Cassidy, amerykańska piosenkarka[75]
  - Artur Międzyrzecki, polski poeta, prozaik i tłumacz[76]
- 7 listopada – Andrzej Bączkowski, polski polityk, minister pracy i polityki socjalnej[77]
- 21 listopada – Abdus Salam (urdu محمد عبد السلام), pakistański fizyk teoretyczny, laureat Nagrody Nobla[78]
- 26 listopada – Joan Hammond, australijska śpiewaczka operowa[79]

## grudzień 1996
- 3 grudnia – Babrak Karmal, afgański polityk, prezydent o poglądach proradzieckich[80]
- 4 grudnia – Aleksander Płatek, polski geodeta, profesor AGH[81]
- 10 grudnia – Maryna Zagórska, polska tłumaczka literatury pięknej[82]
- 13 grudnia – Tadeusz Adam Jakubiak, polski historyk i działacz społeczny[83]
- 17 grudnia – Adriaan Maas, holenderski żeglarz, medalista olimpijski[84]
- 19 grudnia – Marcello Mastroianni, włoski aktor filmowy[85]
- 20 grudnia – Carl Sagan, amerykański astronom i pisarz[86]
- 21 grudnia – Christine Brückner, niemiecka pisarka[87]
- 31 grudnia – Wiesław Drzewicz, polski aktor[88]
- data dzienna nieznana: 
  - Sophie Bledsoe Aberle, amerykańska antropolog, lekarz i dietetyk[89]
  - Konstanty Stecki, polski prozaik, autor utworów dla młodzieży, popularyzator problematyki tatrzańskiej[90]